# Delta IV

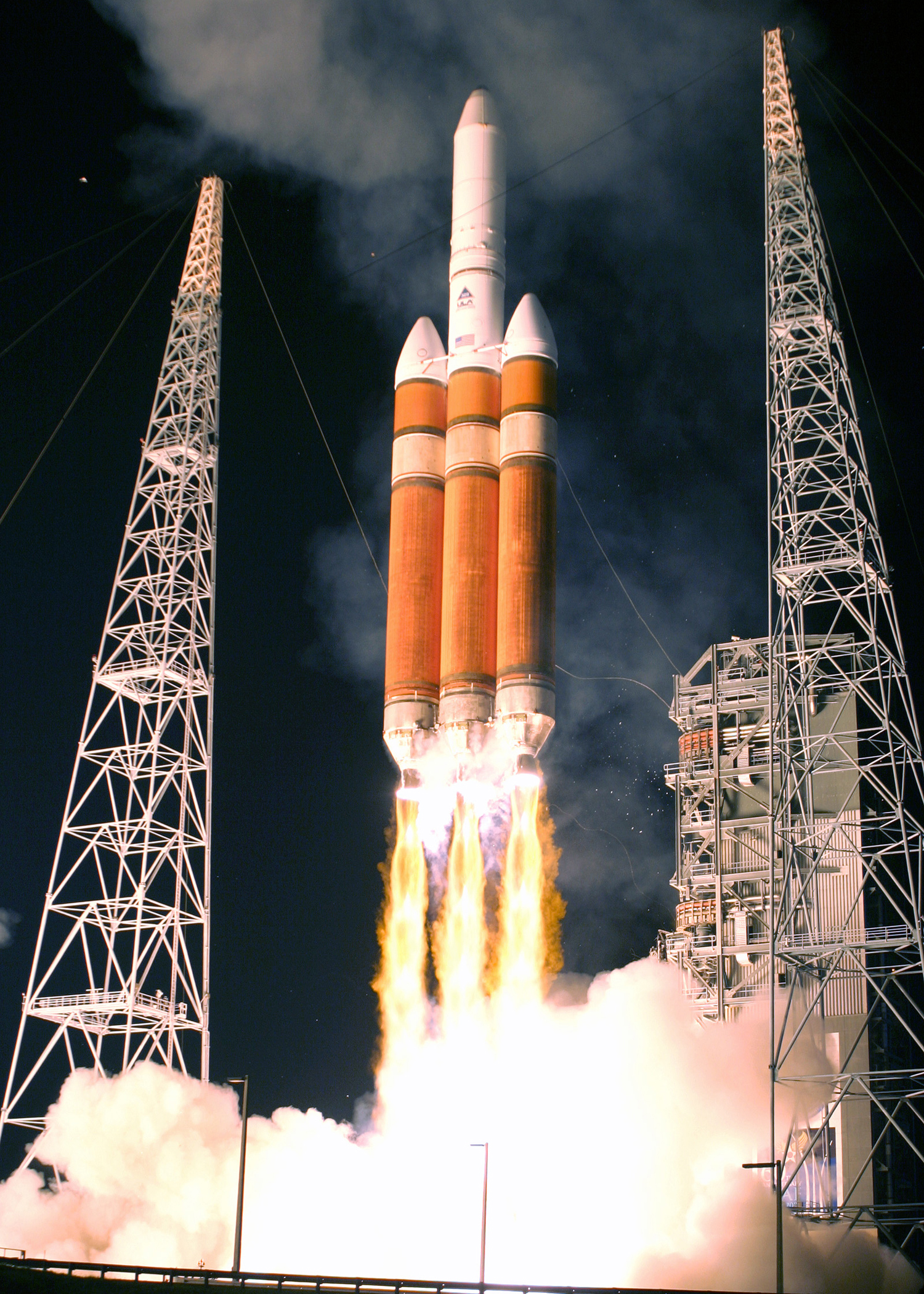
Eine startende Delta IV Heavy, die größte aller Delta-IV-Versionen

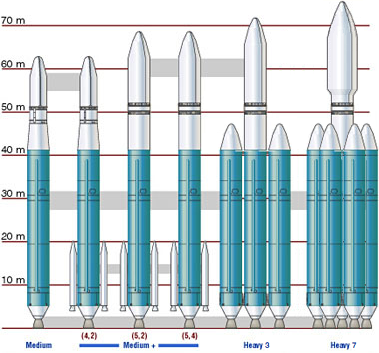
Delta-IV-Familie mit dem Konzept einer Heavy-Variante mit sieben Common Booster Cores

Die Raketenfamilie Delta IV stellte die modernste und letzte Variante der seit 1960 startenden Delta-Raketen dar. Delta IV entstand im Rahmen des EELV-Programms (Evolved Expendable Launch Vehicles) der U.S. Air Force zur Entwicklung von modularen Raketentypen, die sowohl die leichten Delta II, die mittelschweren Atlas II und Atlas III als auch die schweren Titan IV ersetzen sollten. Die Delta-IV-Familie wurde von Boeing entwickelt und stand in direkter Konkurrenz zu der ebenfalls im Rahmen des EELV-Programms entstandenen Atlas-V-Raketenfamilie von Lockheed Martin.
Im Gegensatz zu Delta II und III, die allesamt auf der Delta I als Erststufe aufbauten (wenngleich diese ständig weiter modifiziert wurde), wurde für die Delta IV eine völlig neue Erststufe entworfen, die von einem ebenfalls neuentwickelten RS-68-Triebwerk von Rocketdyne angetrieben wurde. Die Erststufe erhielt den Namen Common Booster Core (CBC) und bildete die Grundlage für alle Versionen der Delta IV. Abhängig von der Anzahl der CBCs konnte zwischen den Versionen Delta IV Medium und Delta IV Heavy unterschieden werden.
Die Delta-IV-Reihe wurde in fünf verschiedenen Versionen angeboten, vier davon in der „Medium“-Klasse und eine als „Heavy“-Variante. Der erste Start einer Delta IV Medium fand am 20. November 2002 statt, der letzte am 22. August 2019. Die Heavy-Version startete erstmals am 21. Dezember 2004 und letztmals am 9. April 2024. Sie wurde von der Vulcan abgelöst, die teilweise auf Delta-IV-Technologie basiert.

## Technik

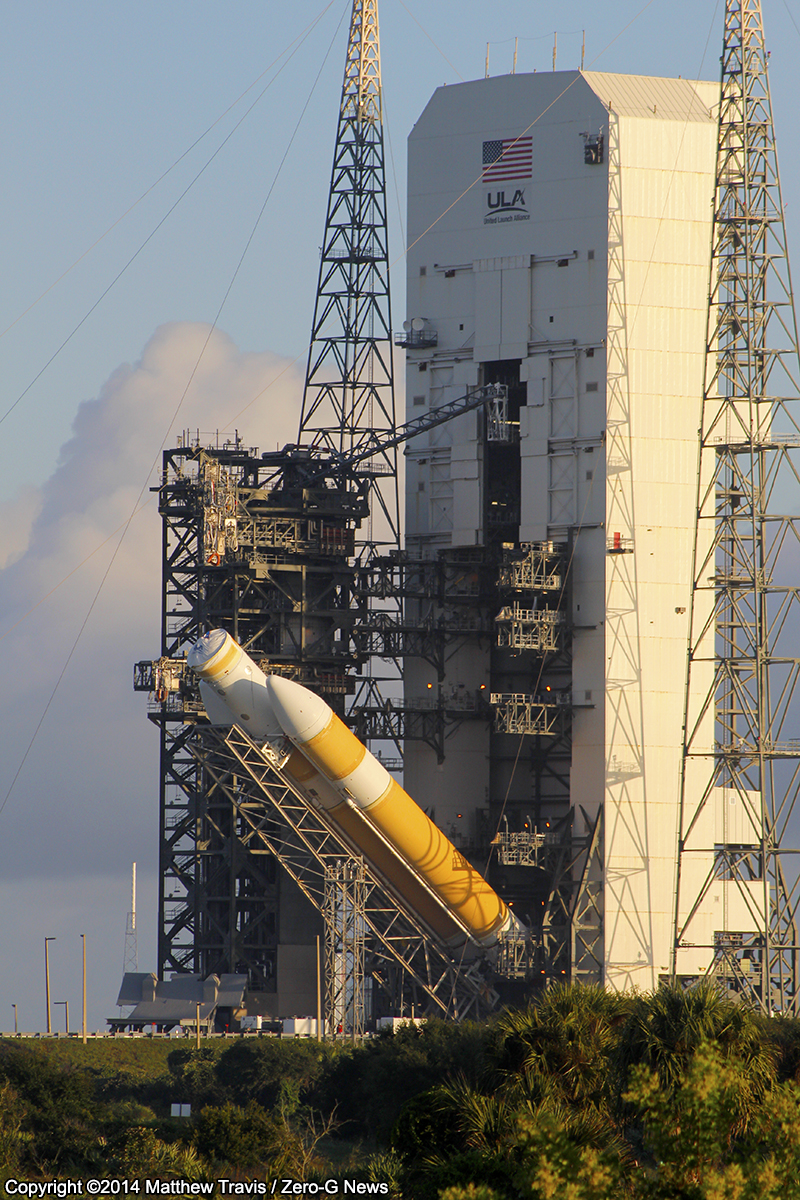
Eine Delta IV Heavy wird aufgestellt

Die Delta IV war eine zweistufige Rakete, deren beide Stufen mit der hochenergetischen Treibstoffmischung aus flüssigem Sauerstoff und flüssigem Wasserstoff (LOX/LH2) betrieben wurden. Sie war bis zu ihrem Ende auch die einzige Rakete weltweit, die mit einem LOX/LH2-Haupttriebwerk in der ersten Stufe ohne die Hilfe von Feststoffboostern von der Erde abheben konnte (vgl. dazu im Gegensatz die europäische Ariane 5 und japanische H-II). Berechnungen ergaben sogar, dass die erste Stufe der Delta IV theoretisch ohne die Hilfe der zweiten Stufe eine kleine Nutzlast in eine Erdumlaufbahn befördern und somit als ein einstufiger Träger hätte dienen können. Dies hatte in der Praxis jedoch keine Bedeutung, da es unwirtschaftlich gewesen wäre.

### Hauptstufe

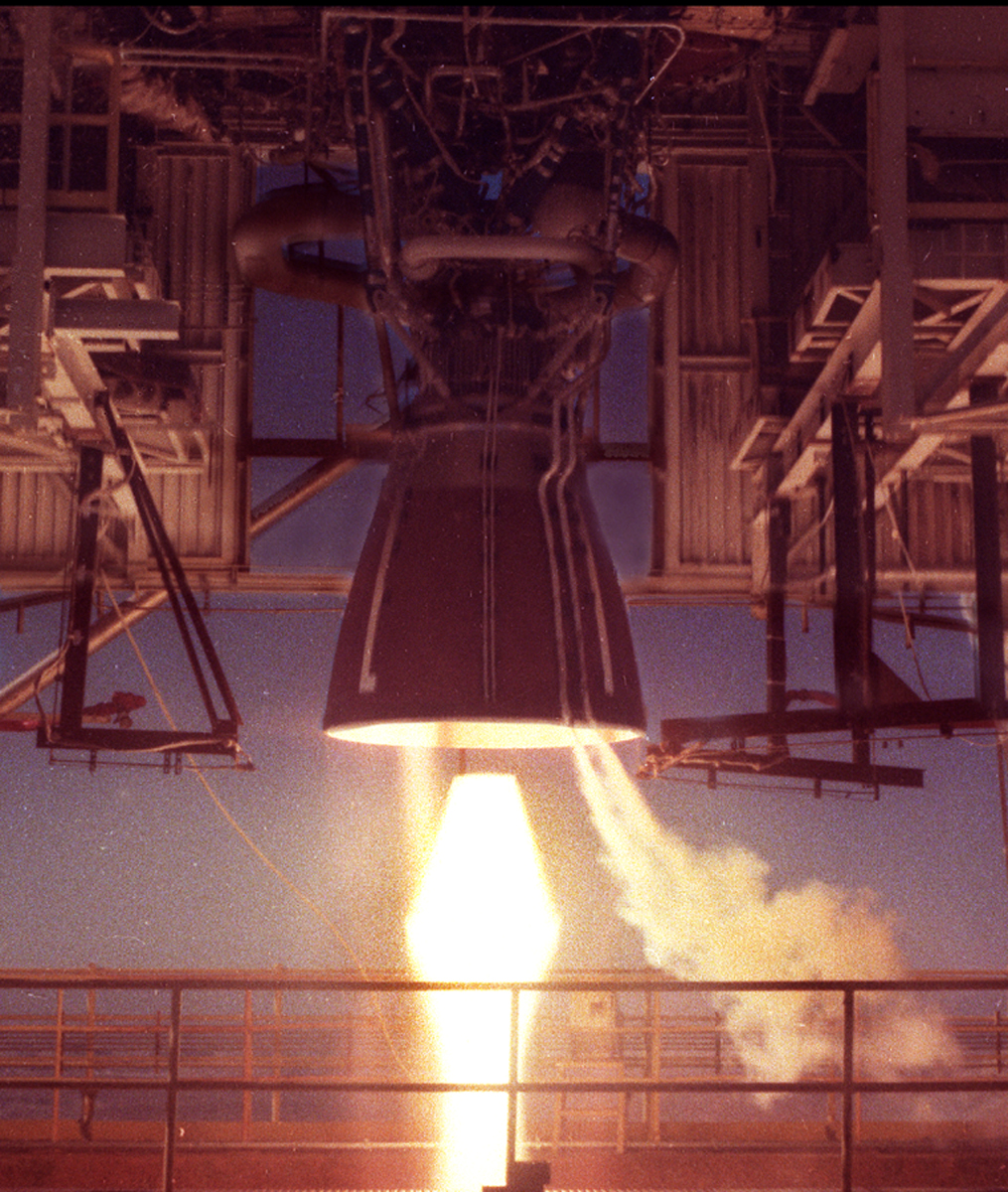
RS-68-Triebwerk auf dem Teststand

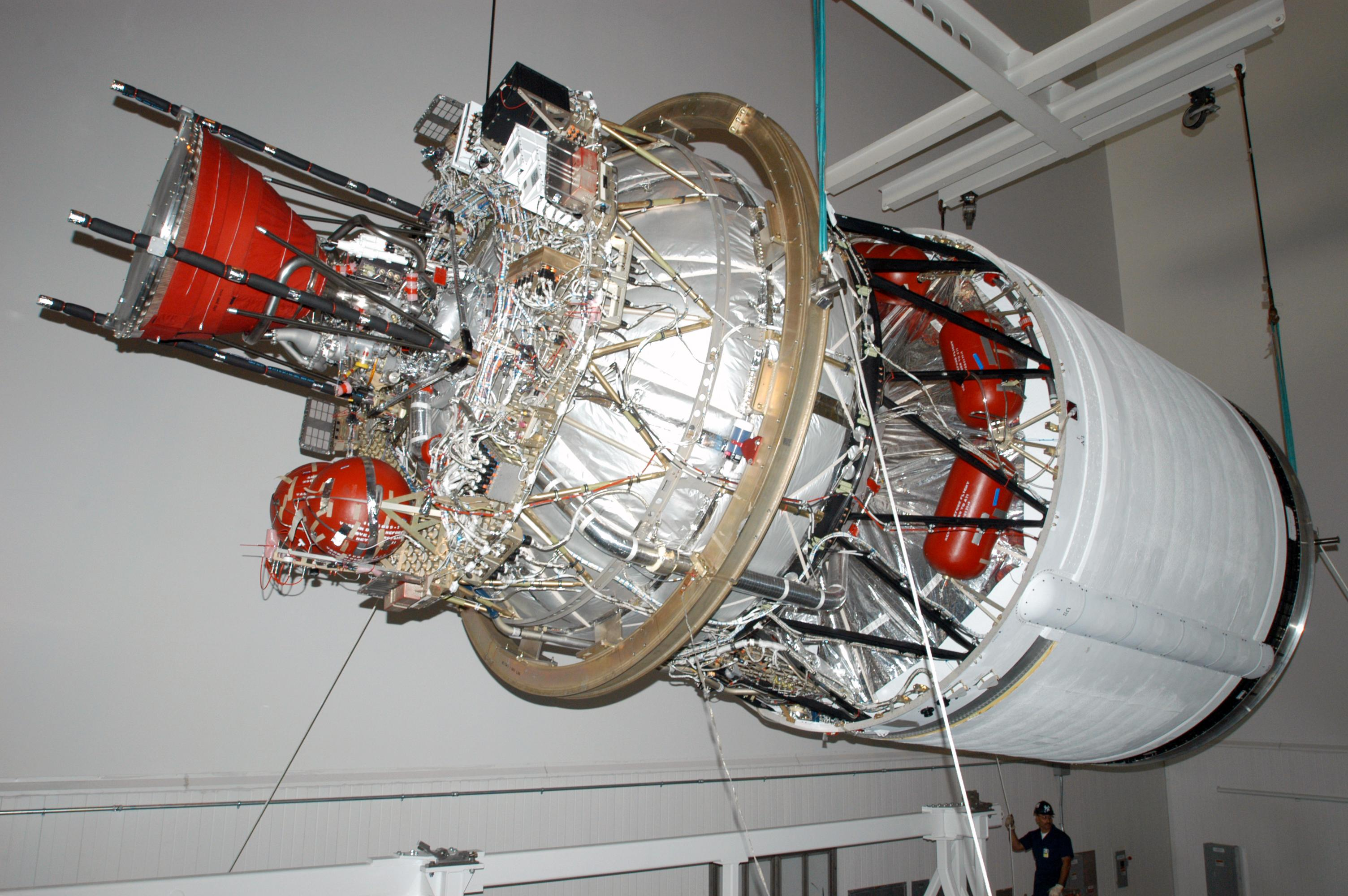
Zweite Stufe einer Delta IV der Medium-Variante

Die erste Stufe der Rakete, der Common Booster Core (CBC), wurde – im Gegensatz zu allen früheren Delta-Versionen – komplett neu entwickelt. Sie bildete die Grundlage aller Delta-IV-Versionen, wobei die schwere Heavy-Variante gleich drei CBCs nutzte (mehr dazu im Delta-IV-Heavy-Abschnitt). Der CBC war 40,9 m hoch, bei einem Durchmesser von 4,88 m, und wog unbetankt etwa 24,5 Tonnen. Die Stufe enthielt unten einen rührreibgeschweißten Tank für flüssigen Wasserstoff und oben einen rührreibgeschweißten Tank für flüssigen Sauerstoff und wurde von einem RS-68-Triebwerk angetrieben.
Das in der ersten Stufe der Delta IV eingesetzte RS-68-Triebwerk wurde von der US-Firma Rocketdyne entwickelt. Das RS-68 entstand mit dem Ziel, das Triebwerk gegenüber dem Space-Shuttle-Haupttriebwerk SSME erheblich zu vereinfachen, um es günstiger herstellen zu können. Dafür wurde weitgehend auf die Effizienz des Triebwerks verzichtet. So wurden z. B. günstigere Herstellungsmethoden angewandt, und es wurde eine ablative Kühlung der Schubdüse verwendet. Durch diese Maßnahmen stieg die Masse des Triebwerks, die Herstellungskosten sanken jedoch erheblich. Das Triebwerk hatte eine Masse von 6696 kg, hatte beim Start einen spezifischen Impuls von 3580 Ns/kg bzw. 365 s (im Vakuum 4022 Ns/kg bzw. 410 s) und entwickelte beim Abheben einen Schub von 2891 kN (im Vakuum 3312 kN), womit es das stärkste LOX/LH2-Triebwerk weltweit war. Die Leistung des Triebwerks konnte von minimal 60 % bis maximal 102 % des Nominalschubs geregelt werden. 2006 kostete ein RS-68 circa 14 Millionen US-Dollar. Bei dem Triebwerk handelte es sich um die erste Neuentwicklung eines großen Raketentriebwerkes in den USA seit dem SSME vor über 20 Jahren.
Zur Steigerung der Nutzlastkapazität konnte die erste Stufe durch mehrere GEM-60-Feststoffbooster verstärkt werden, die eine vergrößerte Version der GEM-46-Booster der Delta III darstellten. Die Booster mit einem Gehäuse aus Verbundwerkstoffen und einem Durchmesser von 1,55 m wurden von Alliant Techsystems gebaut und hatten bewegliche Schubdüsen, die dem RS-68-Haupttriebwerk bei der Steuerung der Rakete helfen. Im Juni 2012 startete erstmals eine Rakete mit den schubgesteigerten RS-68A-Triebwerken in ihren CBCs.

### Oberstufe
Die zweite Stufe der Delta IV wurde weitgehend aus der Delta III übernommen und von einem Triebwerk RL10B-2 von Pratt & Whitney angetrieben. Das Triebwerk erzeugte einen Schub von 110 kN, hatte einen spezifischen Impuls von 4532 Ns/kg bzw. 462 s und war eine Variante des RL10-Triebwerks der Centaur-Oberstufe, das zudem über eine ausfahrbare Schubdüse verfügte. Dadurch ließ sich die Stufe leichter in die Rakete integrieren, bot aber trotzdem nach der Stufentrennung und anschließendem Ausfahren der Düse auf die volle Länge eine gesteigerte Leistungsfähigkeit. Die aus Kohlenstofffaser-Verbundwerkstoffen bestehende Schubdüse wurde bei SEP in Frankreich gefertigt. Die Stufe unterschied sich von der Centaur auch dadurch, dass ihre Tanks die Stabilität auch ohne eine Druckbeaufschlagung wahrten, was bei der Centaur nicht der Fall ist. Die Stufe ist für alle Versionen der Raketenfamilie praktisch identisch und unterschied sich lediglich im Durchmesser und in der Treibstoffkapazität. So gab es die kleinere Stufe mit durchgehend 4 m Durchmesser, 20.410 kg Treibstoffzuladung und etwa 850 s Gesamtbrennzeit sowie die größere Stufe, deren Sauerstofftank um etwa 0,5 m verlängert ist und deren Wasserstofftank einen Durchmesser von 5 m aufweist. Diese Variante der Stufe konnte 27.200 kg Treibstoff aufnehmen und erlaubte eine Gesamtbrennzeit von über 1125 s.

### Nutzlastverkleidungen
Die Delta IV Medium und Delta IV Medium+ (4,2) verwendeten eine Nutzlastverkleidung mit 4 Metern Durchmesser aus Verbundmaterialien. Sie war 11,75 m hoch, von denen 6,93 m den vollen Außendurchmesser von 4 m hatten. Im zylindrischen Teil hatte sie 3,75 m Innendurchmesser. Den restlichen Teil der Länge nahm die kegelförmige, oben abgerundete Spitze ein.
Die Delta IV Medium+ (5,2) und Delta IV Medium+ (5,4) verwenden eine Nutzlastverkleidung mit 5 Metern Durchmesser aus Verbundmaterialien. Sie war 14,34 m hoch, von denen 8,32 m den vollen Außendurchmesser von 5 m hatten. Im zylindrischen Teil hatte sie einen Innendurchmesser von 4,57 m. Den restlichen Teil der Länge nahm die leicht nach innen gebogene oben abgerundete Spitze ein.

#### Doppelstartfähigkeit
ULA wollte Doppelstarts anbieten. Die RUAG erhielt im Jahr 2013 einen Auftrag zur Entwicklung von Doppelstartvorrichtungen für die Atlas V und Delta IV, die ab 2018 zum Einsatz kommen sollten. Bislang wurden sie jedoch nicht genutzt.

### Infrastruktur
Startkomplexe für die Delta IV waren sowohl auf der Cape Canaveral Space Force Station als auch auf der Vandenberg Space Force Base vorhanden. Am Cape Canaveral wurde die Rakete in Orbits mit Neigungswinkeln von 42° bis 110° von der Rampe LC-37B gestartet, die bereits in den 1960ern für unbemannte Saturn I- und Saturn-IB-Starts verwendet worden waren. In Vandenberg hob die Rakete vom Startkomplex SLC-6 ab, der ehemals für Starts des MOL-Programms errichtet wurde und später als Startrampe für den Space Shuttle dienen sollte. Von Vandenberg aus waren Bahnneigungen von 151° bis 210° verfügbar. Der Zusammenbau und die Vorbereitung der Rakete erfolgten horizontal in einer Montagehalle (HIF – Horizontal Integration Facility), vor dem Start wurde sie mit Hilfe des FPE (Fixed Pad Erector) auf der Startrampe vertikal aufgerichtet. Die Montage der Feststoffbooster und der Nutzlast erfolgte vertikal auf der Startrampe. Die Rakete wurde in Alabama gefertigt und mit dem Schiff RocketShip zum Startort transportiert.
Am 25. Juni 2003 wurde bekannt, dass Boeing Einblick in vertrauliche Akten seines Konkurrenten Lockheed Martin hatte und dessen Preiskalkulation kannte. Als Folge wurden Boeing im Juli 2003 von 20 bereits georderten Flügen sieben entzogen und Lockheed Martin zugesprochen. Auch entfiel das Vorrecht, als einzige Firma von Vandenberg aus Satelliten in den Orbit zu bringen.

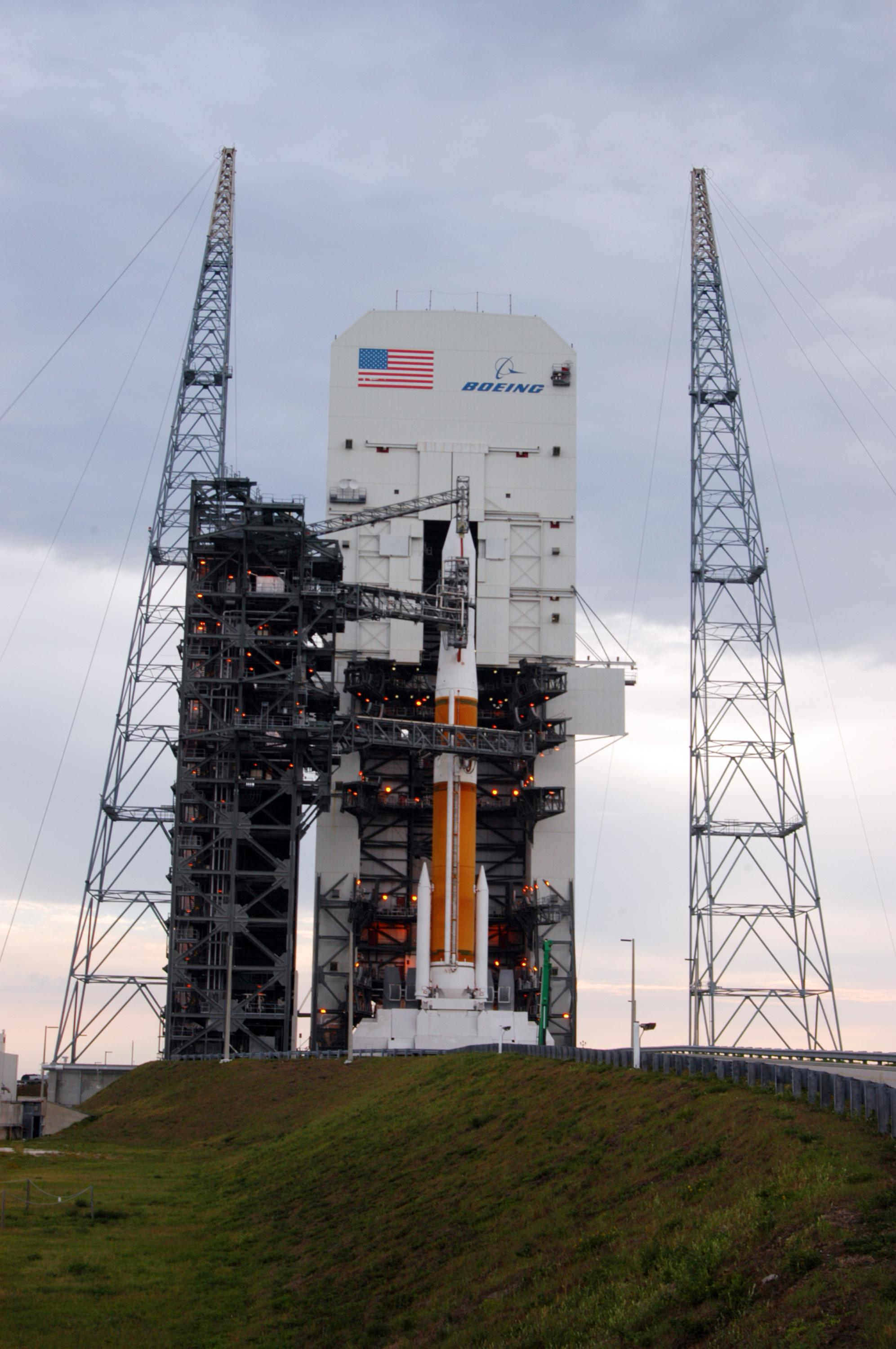
Eine Delta IV Medium+ 4,2 auf der Startrampe 37 in Cape Canaveral, mit dem Wettersatellit GOES-N

## Gestrichene Delta-IV-Small-Versionen
Ursprünglich war auch eine Small-Reihe geplant, die eine CBC-Erststufe mit dem RS-68-Triebwerk und als zweite Stufe die Delta K der Delta II-Rakete verwenden sollte. Neben dieser ersten Version sollte es auch noch eine zweite Small-Version mit einer zusätzlichen Star-48B-Drittstufe geben. Diese sollte nach den Planungen 2200 kg in die Geostationäre Transferbahn oder 1860 kg auf Fluchtgeschwindigkeit bringen können. Beide Versionen wurden jedoch gestrichen.

## Delta IV Medium
Eine Delta IV der Medium-Reihe bestand aus einer CBC-Erststufe mit dem RS-68-Triebwerk und der zweiten Stufe mit dem RL10B-2-Triebwerk. Dabei wurden in Abhängigkeit von der zu transportierenden Nutzlast verschiedene Nutzlastverkleidungen verwendet. Außerdem konnten zur Steigerung der Nutzlastkapazität kleine Feststoffbooster (GEM-60) an der erste Stufe der Rakete angebracht werden. Durch die Variationen der Nutzlastverkleidungen und der Anzahl der Feststoffbooster standen insgesamt vier verschiedene Medium-Versionen zur Verfügung, mit deren Hilfe Nutzlasten unterschiedlicher Masse und Durchmessers gestartet werden konnten. Alle vier Varianten kamen zum Einsatz.
Die einzelnen Versionen der Medium-Reihe waren:

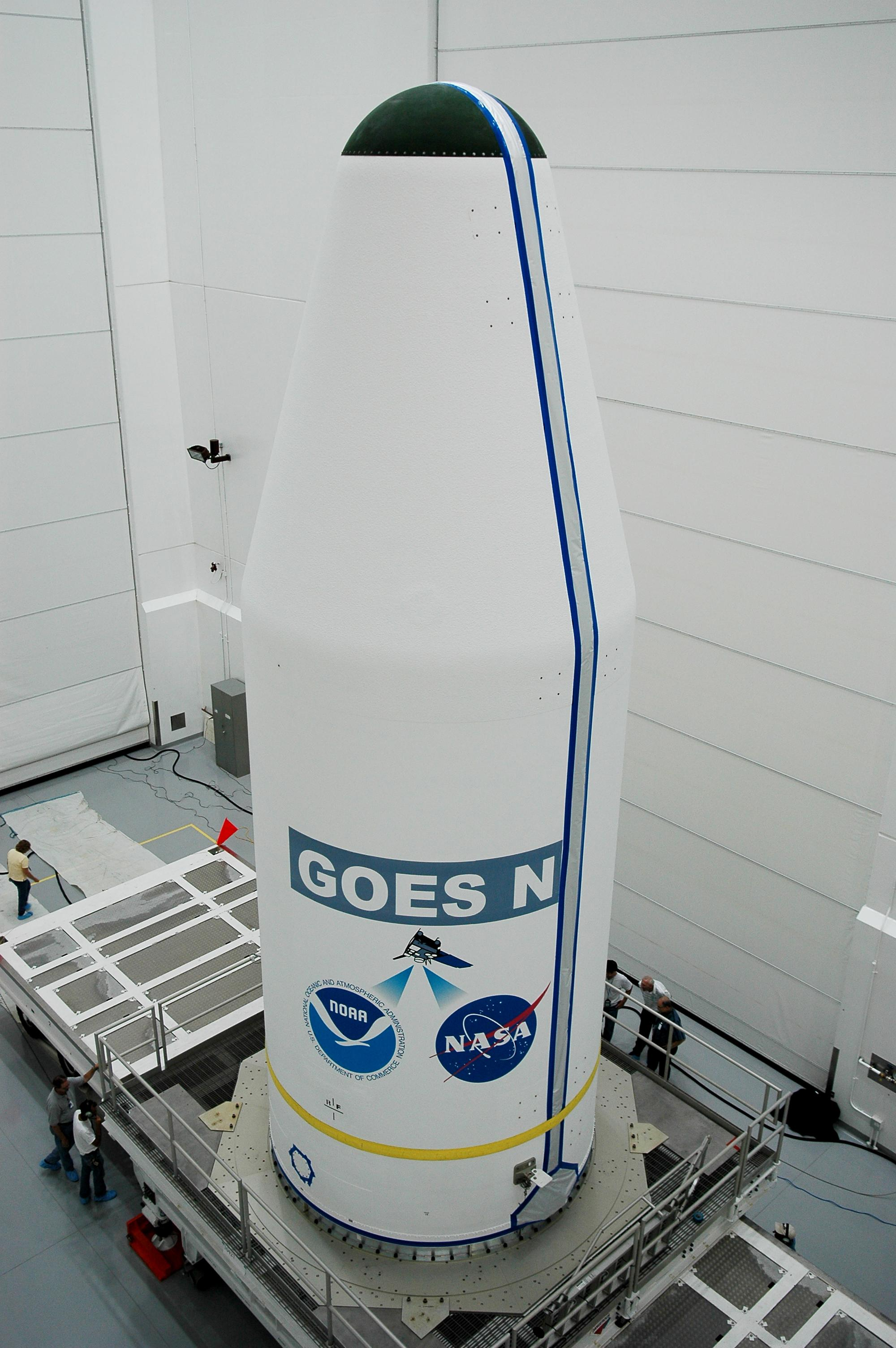
Nutzlastverkleidung einer Delta IV Medium+ (4,2)

- Nutzlastverkleidung einer Delta IV Medium+ (4,2)Delta IV Medium – besaß eine Nutzlastverkleidung von 4 m Durchmesser und keine Feststoffbooster. Die Nutzlastkapazität lag bei 8120 kg für eine niedrige Umlaufbahn und bei 4210 kg für einen Geotransfer-Orbit. Der Erststart fand am 11. März 2003 statt.
- Delta IV Medium+ (4,2) – unterschied sich von der Medium-Grundversion nur durch zwei zusätzliche GEM-60-Booster, womit die Nutzlastkapazität für einen niedrigen Orbit auf 10.430 kg stieg und für einen Geotransfer-Orbit auf 5845 kg. Der Erststart dieser Version fand am 20. November 2002 statt und war zugleich der erste Start einer Delta IV überhaupt.
- Delta IV Medium+ (5,2) – unterschied sich von der Delta Medium+ (4,2) durch eine Nutzlastverkleidung von 5 m Durchmesser und eine etwas höhere Treibstoffkapazität der zweiten Stufe. Aufgrund der schwereren Nutzlastverkleidung sank die Nutzlastkapazität im Vergleich zur Medium+ (4,2) auf 7980 kg für einen niedrigen Orbit und 4640 kg für einen Geotransfer-Orbit. Der Erststart fand am 3. April 2012 statt.
- Delta IV Medium+ (5,4) – war die stärkste Version der Medium-Reihe und unterschied sich von der Medium+ (5,2) durch zwei weitere GEM-60-Booster, womit die Anzahl der Booster auf insgesamt vier stieg. Die Nutzlastkapazität lag bei 11.425 kg für eine niedrige Umlaufbahn und bei 6565 kg für einen Geotransfer-Orbit. Diese Version startete zum ersten Mal am 5. Dezember 2009 mit dem militärischen Kommunikationssatelliten WGS-3. Am 22. August 2019 absolvierte sie mit einem GPS-III-Navigationssatelliten den letzten Delta-IV-Medium-Flug.

## Delta IV Heavy

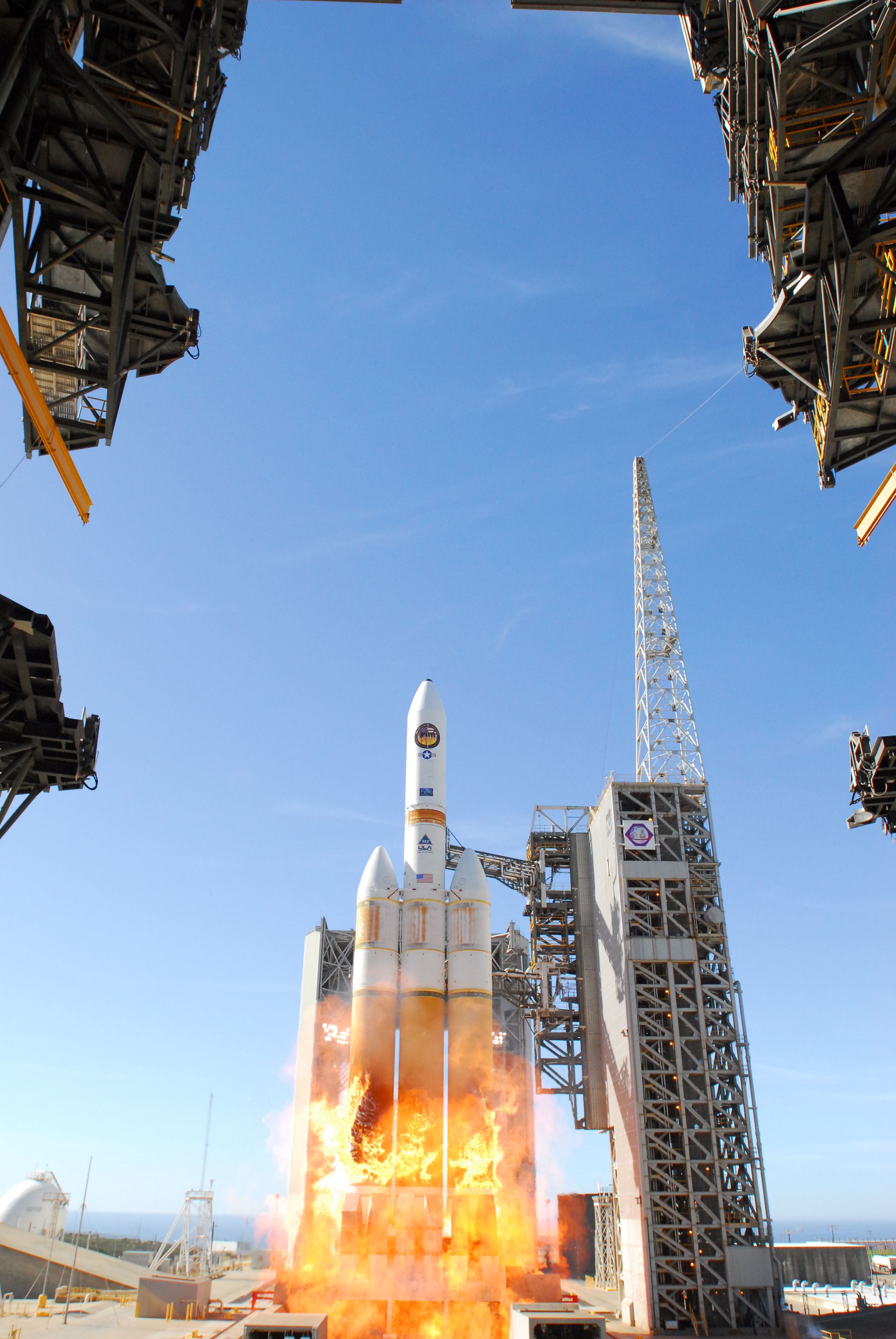
Delta IV Heavy bei der Triebwerkszündung (Vandenberg AFB, 2011)

Um schwere Spionagesatelliten zu starten und dabei die teure Titan-IV-Rakete zu ersetzen, sollte eine Schwertransportvariante der Delta IV, bekannt unter der Bezeichnung Delta IV Heavy, entwickelt werden. Diese sollte relativ günstig herzustellen und zu betreiben sein sowie eine hohe Zuverlässigkeit aufweisen, um die bis zu 1 Milliarde Dollar teuren Militärsatelliten starten zu können.

### Technik
Die Delta IV Heavy bestand aus drei CBCs, wobei ein CBC die Zentralstufe bildete und die anderen zwei rechts und links davon angeordnet waren. Die zweite Stufe wurde von einem RL10B-2-Triebwerk angetrieben und trug eine Nutzlastverkleidung mit 5 m Durchmesser. Beim Start wurden alle drei CBCs nahezu gleichzeitig gezündet, woraufhin die Rakete sehr langsam aufstieg und etwa 10 Sekunden brauchte, um den Startturm zu passieren. Nach einiger Zeit wurde das RS-68-Triebwerk der Zentralstufe auf 60 % des Nominalschubs heruntergeregelt, wogegen die Triebwerke der beiden zusätzlichen CBCs mit 102 % Schub weiterarbeiteten. Damit wurde erreicht, dass der Treibstoff der zusätzlichen CBCs schneller zu Ende ging, so dass sie nach etwa 4 Minuten Flug leer waren und abgeworfen werden konnten. Danach wurde die Nutzlast von der Zentralstufe weiterbeschleunigt, bis auch sie komplett ausgebrannt war. Anschließend übernahm die zweite Stufe die Beschleunigung, um die Nutzlast auf die Zielumlaufbahn zu bringen.
Die Delta IV Heavy war 71 m hoch und wog beim Start 717 t. Ihre drei gebündelten CBCs entwickelten einen Gesamtschub von 8847 kN. Die Nutzlastkapazität wurde mit 23.000 kg für eine niedrige Umlaufbahn und mit 13.130 kg für einen Geotransfer-Orbit angegeben. Mit den schubgesteigerten RS-68A-Triebwerken stieg die Nutzlastkapazität in den GTO weiter auf 14.220 kg. Die Delta IV Heavy mit dem alten RS-68 brachte etwa 10.000 kg auf eine Mondtransferbahn und etwa 8000 kg auf eine Marstransferbahn.
Die Delta IV Heavy war zum Zeitpunkt ihres letzten Fluges – je nach Zielorbit – die dritt- oder viertstärkste im Einsatz stehende US-Rakete und übertraf in ihren Leistungsdaten sowohl die bis 2023 geflogene europäische Rakete Ariane 5 ECA als auch den russischen Schwerlastträger Proton-M und Angara A5. Die Falcon Heavy bot hingegen mit 26.700 kg eine höhere GTO-Nutzlastkapazität als die Delta IV Heavy und das von der NASA betriebene SLS eine höhere LEO-Nutzlastkapazität von 96.000 kg. Die Vulcan als Nachfolger der Delta IV ging kurz vor deren Ausmusterung in Betrieb und kann etwas höhere Nutzlasten in GTO-Bahnen bringen.

### Nutzlastverkleidungen
Die Verbundnutzlastverkleidung der Delta IV war knapp 19,1 m hoch, von denen 13,07 m den vollen Außendurchmesser von 5 m hatten. Im zylindrischen Teil hatte sie 4,57 m Innendurchmesser. Den restlichen Teil der Länge nahm die leicht nach innen gebogene, oben abgerundete Spitze ein.
Die Metallnutzlastverkleidung war 19,81 m hoch, von denen 13,76 m den vollen Außendurchmesser vom 5 m hatte. Im zylindrischen Teil hatte sie 4,57 m Innendurchmesser. Den restlichen Teil der Länge nahm die Spitze in Form eines oben abgerundeten Doppelkegels ein. Diese Nutzlastverkleidung spaltete sich, wenn sie abgeworfen wurde, längs in drei Teile.
Wie bereits oben erwähnt sollte die Delta IV ab 2018 auch Starts mit zwei Hauptnutzlasten gleichzeitig durchführen können; es fanden sich aber keine Nutzlasten, bei denen ein Doppelstart in Frage gekommen wäre.

### Erstflug
Der Erststart der Delta IV Heavy fand am 21. Dezember 2004, 21:50 UTC in Cape Canaveral statt, wobei sich nur eine 6 Tonnen schwere Satellitenattrappe sowie zwei von Studenten gebaute „Testsatelliten“ von jeweils 15 kg an Bord befanden. Da Boeing für den Erststart keinen zahlenden Kunden finden konnte, kaufte die USAF den ersten Teststart der Rakete für eine Summe, die ungefähr zwischen 140 und 170 Millionen Dollar lag. Jedoch verlief der Start nicht wie geplant: Sowohl die beiden Booster als auch die Zentralstufe schalteten ihre Triebwerke etwas zu früh ab, so dass die Nutzlast in einer zu niedrigen Umlaufbahn ausgesetzt wurde. Als Grund wurde nachträglich die Bildung von Blasen durch Kavitation im Sauerstofftank identifiziert, wodurch die Treibstoffsensoren vorzeitig meldeten, dass die Tanks leer seien. Dennoch betrachtete Boeing den Erststart als einen Erfolg, da alle Phasen des Flugs erfolgreich getestet wurden.

### Flugprofil
Die Angaben galten für einen typischen Flug in eine geostationäre Transferbahn (231 km × 35.902 km / 27,9°).
| Zeit (T+... ) | Höhe   | Geschwindigkeit | Ereignis                                                             |
| ------------- | ------ | --------------- | -------------------------------------------------------------------- |
| 0 s           | 0 km   | 410 m/s         | Abheben, alle drei CBC auf 102 % Schub                               |
| 55 s          | 4,6 km | 460 m/s         | Reduktion des Schubs der Zentralstufe auf 58 %                       |
| 82 s          | 11 km  | 590 m/s         | Maximale aerodynamische Belastung (Max-Q)                            |
| 235 s         | 90 km  | 3.550 m/s       | Reduktion des Schubs der Booster auf 58 %                            |
| 242 s         | 97 km  | 3.760 m/s       | Brennschluss der Booster                                             |
| 245 s         | 99 km  | 3.800 m/s       | Abtrennung der Booster                                               |
| 251 s         | 105 km | 3.890 m/s       | CBC bei 100 % Schubniveau                                            |
| 275 s         | 127 km | 4.440 m/s       | Abtrennung der Nutzlastverkleidung                                   |
| 328 s         | 185 km | 6.110 m/s       | Brennschluss des CBC                                                 |
| 334 s         | 193 km | 6.120 m/s       | Stufentrennung der ersten und zweiten Stufe                          |
| 347 s         | 280 km | 6.100 m/s       | Zündung der zweiten Stufe                                            |
| 968 s         | 507 km | 7.530 m/s       | Erster Brennschluss, niedriger Erdorbit (LEO, 194 × 527 km) erreicht |
| 4025 s        | 187 km | 7.890 m/s       | Zweite Zündung der zweiten Stufe                                     |
| 4528 s        | 411 km | 10.060 m/s      | Zweiter Brennschluss der zweiten Stufe, GTO-Orbit erreicht           |

## Vermarktung
Die Delta IV war so teuer, dass für sie keine kommerziellen Nutzlasten auf dem Markt zu finden waren, weshalb sie nur für Regierungsaufträge verwendet wurde. Mit der Heavy-Variante wurden nur schwere Aufklärungssatelliten gestartet.
Im Jahr 2005 schlossen sich Boeing und Lockheed Martin zu dem Gemeinschaftsunternehmen United Launch Alliance (ULA) zusammen. ULA ist hauptsächlich für Startaufträge der US-Regierung tätig. Bis zur Zertifizierung der Falcon 9 von SpaceX war ULA in diesem Bereich praktisch Monopolist für den Transport von mehrere Tonnen schweren Nutzlasten, da alle Ausschreibungen der US-Regierung für Satellitentransporte die Bedingung beinhalten, dass das liefernde Unternehmen in den USA sitzen muss. Andere Anbieter in den USA verfügten nicht über Raketen, die so große Nutzlasten transportieren können. Als Folge verdoppelten sich nach der Gründung der ULA die Startpreise annähernd. 